# 今瀬剛一
今瀬 剛一（いませ ごういち、1936年9月15日 - ）は、日本の俳人。茨城県出身。

## 経歴
1944年、父の生地である茨城県東茨城郡小松村（現在の城里町）に疎開し、以後同地に住む。茨城県立水戸第一高等学校時代にホトトギスの俳人でもあった音楽教師・滝豊（俳号：鼓泉子）の指導のもとで俳句の作成を開始する。茨城大学卒業後、1959年より学校教師として勤める。1961年、「夏草」入会。1970年、「沖」創刊とともに参加し能村登四郎に師事。1975年に沖賞、1979年に茨城文学賞受賞。1986年、「対岸」を創刊・主宰。1997年から東京新聞茨城版「ひたち俳壇」の選者を務める。
2008年、句集『水戸』により第47回俳人協会賞を受賞。他の句集に『対岸』『約束』『高音』『仲間』『新船』『地力』など、俳書に『芭蕉体験・三冊子をよむ』『能村登四郎ノート』などがある。俳人協会副会長を経て令和５年より名誉会員、日本現代詩歌文学館評議委員、大子町観光大使などを務める。日本文藝家協会会員　日本ペンクラブ会員。NHK俳壇講師なども務めていた。俳人の今瀬一博は息子である。

## 作品
- 凍滝がわが目にあふれ空にあふれ
- 雪嶺の裏側まつかかもしれぬ
- 雁よりも高きところを空といふ
- しつかりと見ておけと瀧凍りけり[注釈 1]
- おしまひに人が出てきし厩出し
- かまつかや末期の息は吸ひしまま
- もう勤めなくてもいいと桜咲く
- 咲き満ちてなほ咲く桜押し合へる
- 紅梅は水戸の血の色咲きにけり
- 生も死も冷蔵庫にも扉あり

## 著書

### 句集
- 『対岸』沖発行所、1974年
- 『約束』角川書店、1979年
- 『週末』牧羊社、1983年
- 『高音』牧羊社、1985年
- 『晴天』富士見書房、1989年
- 『仲間』富士見書房、1993年
- 『大祖』角川書店、1997年
- 『新船』梅里書房、2002年
- 『水戸』本阿弥書店、2008年
- 『地力』角川書店、2013年
- 『甚六』本阿弥書店　2020年

### 随筆・評論など
- 『今瀬剛一集』俳人協会(自註現代俳句シリーズ)、1990年
- 『流行から不易へ』ふらんす堂、1998年
- 『山河随吟』新世紀出版、2000年
- 『季語実作セミナー』角川書店、2001年
- 『余情の文学』富士見書房、2002年
- 『芭蕉体験・三冊子をよむ』角川書店、2005年
- 『新選句練習帳』本阿弥書店、2005年
- 『季語別・今瀬剛一句集』ふらんす堂、2006年
- 『能村登四郎ノート(1)』ふらんす堂、2011年
- 『水戸だより』ふらんす堂、2016年
- 『芭蕉体験・去来抄をよむ』角川書店、2020年
- 『能村登四郎ノート(2)』ふらんす堂、2020年